# 技術論論争
技術論論争（ぎじゅつろんろんそう）とは、技術なるものをめぐって、社会科学あるいは人文科学的にいかに捉えるべきか、いかに分析するべきか、そして生産・消費や労働などと技術がいかに関係するか、技術はいかに発展するかといった問題に対して日本で行われた論争である。
この論争は1930年代に唯物論研究会（唯研）での議論を発端として開始されたといえる。この唯研内での戸坂潤、岡邦雄、永田広志、相川春喜らの論争を経た結果として技術を労働手段の体系として捉えるいわゆる「手段体系説」が打ち出された。また、彼らはこの立場から大河内正敏の「科学主義工業」や宮本武之輔の「生産工学」に対して批判を行いながら手段体系説を深化させた。しかし、唯研の弾圧や相川の転向によって、この論争は戦後に至るまで停滞を余儀なくされた。だが、終戦の直前に戸坂は獄死し、戦後になっても永田・相川はまもなく死去するなどしたため手段体系説の深化はさらに停滞せざるをえなかった。
そのため終戦直後には、武谷三男や星野芳郎によって打ち出された「技術とは人間実践（生産的実践）における客観的法則性の意識的適用である」(武谷三男、『弁証法の諸問題』技術論から引用)とするいわゆる「意識的適用説」が論壇でもてはやされることとなった。この結果として、戦後の論争は手段体系説と意識的適用説の対立を主軸として進められて行くことになった。
☆以下の記述は一方的な主張であり、根拠・出典もない。
戦後論争では「第二次産業革命論」や「技術革新論」などについての議論が重ねられ、さらには公害と技術の関係についてなども論じられた。この間の論争に対しては種々の評価があるが、意識的適用説の側から主張された「第二次産業革命」や「技術革新」なるものが恣意的な概念にすぎず、技術を意識的適用とする立場からは公害と技術の関係も分析しえないことが手段体系説の側から指摘された。
この論争は現在も「技術の内的発達法則」などをめぐって進行中であるが、意識的適用説はほぼその影響力を失ったといえる状況にある。